# Río Aulencia
Río Aulencia är ett vattendrag i Spanien.   Det ligger i provinsen Provincia de Madrid och regionen Madrid, i den centrala delen av landet, 24 km väster om huvudstaden Madrid.